# PERI
PERI SE – założona w 1969 spółka, będąca jednym z największych na świecie producentów i dostawców techniki deskowań i rusztowań. Obok głównej bazy w Weißenhorn koło Ulm, na świecie funkcjonują ok. 70 spółek w poszczególnych państwach oraz 160 baz materiałowych. Na świecie firma zatrudnia ok. 9.100 pracowników, wśród nich jest ponad 1.000 inżynierów (stan na 2021). W roku 2021 koncern PERI osiągnął obrót w wysokości ca. 1,614 mld euro.

## Historia
PERI zostało założone w Weißenhorn w roku 1969 przez p. Artura Schwörer. Pierwszym produktem był dźwigar drewniany T 70 V o wyższej nośności oraz opatentowanym połączeniu węzła, w 1984 zastąpił go dźwigar GT 24.
Wprowadzając na rynek system ACS (Automatic Climbing System) PERI zrobiło milowy krok w dziedzinie systemów samoczynnego wspinania, przy których deskowanie dla wysokich budynków jest niezależne od żurawi. W 1980 PERI rozpoczęło produkcję niektórych elementów deskowań z aluminium, pomimo sceptycyzmu na budowach na początku tego okresu, klienci szybko do nich się przyzwyczaili i zachwalali ułatwienie w pracach deskowaniowych (ciężar systemu obniżył się o ponad 20%). Np. przy aluminiowych systemach deskowań stropowych, które muszą być rozdeskowywane ręcznie.
W ostatnich 10 latach obrót grupy PERI wzrósł z 299 do ponad 1.220 mln euro, Liczba pracowników wzrosła z 2150 do 5400.

## Przegląd wyrobów
Do produktów oferowanych przez PERI należą dźwigary, deskowania ramowe, deskowania słupów, deskowania stropowe, pomosty robocze, systemy deskowań samoczynnego wspinania, rusztowania podporowe, rusztowania fasadowe oraz przestrzenne, podpory stropowe, zastrzały, sklejka, kozły oporowe do deskowań jednostronnych, systemy zakotwień, jak również usługi związane z deskowaniami, oprogramowanie, szkolenia.

## Projekty
Do zrealizowanych w systemach deskowań PERI obiektów należą:
- Łącznik w Öresund, Dania – urządzenie deskowaniowe do wykonania monolitycznego tunelu
- Viaduc de Millau, Francja – najwyższe pylony na świecie, wysokość do 245 m
- Muzeum Mercedes-Benz, Stuttgart, Niemcy
- 21st Century Tower Dubaj, Zjednoczone Emiraty Arabskie
- Mega Bridge, Bangkok, Tajlandia –  4 pylony o wysokości 170 m
- Turning Torso, Malmö, Szwecja – zadziwiający budynek wysoki hiszpańskiego architekta Santiago Calatrava
- Torre Agbar, Barcelona, Hiszpania – budynek o wysokości 142 m
- Trump World Tower, New York – kompletna kondygnacja wykonywana w tylko dwa dni
- Budynek wysoki Uptown München, München – system samoczynnego wspinania dla deskowań trzonów, stosowanych niezależnie od żurawi